# Zwalm (rivier)

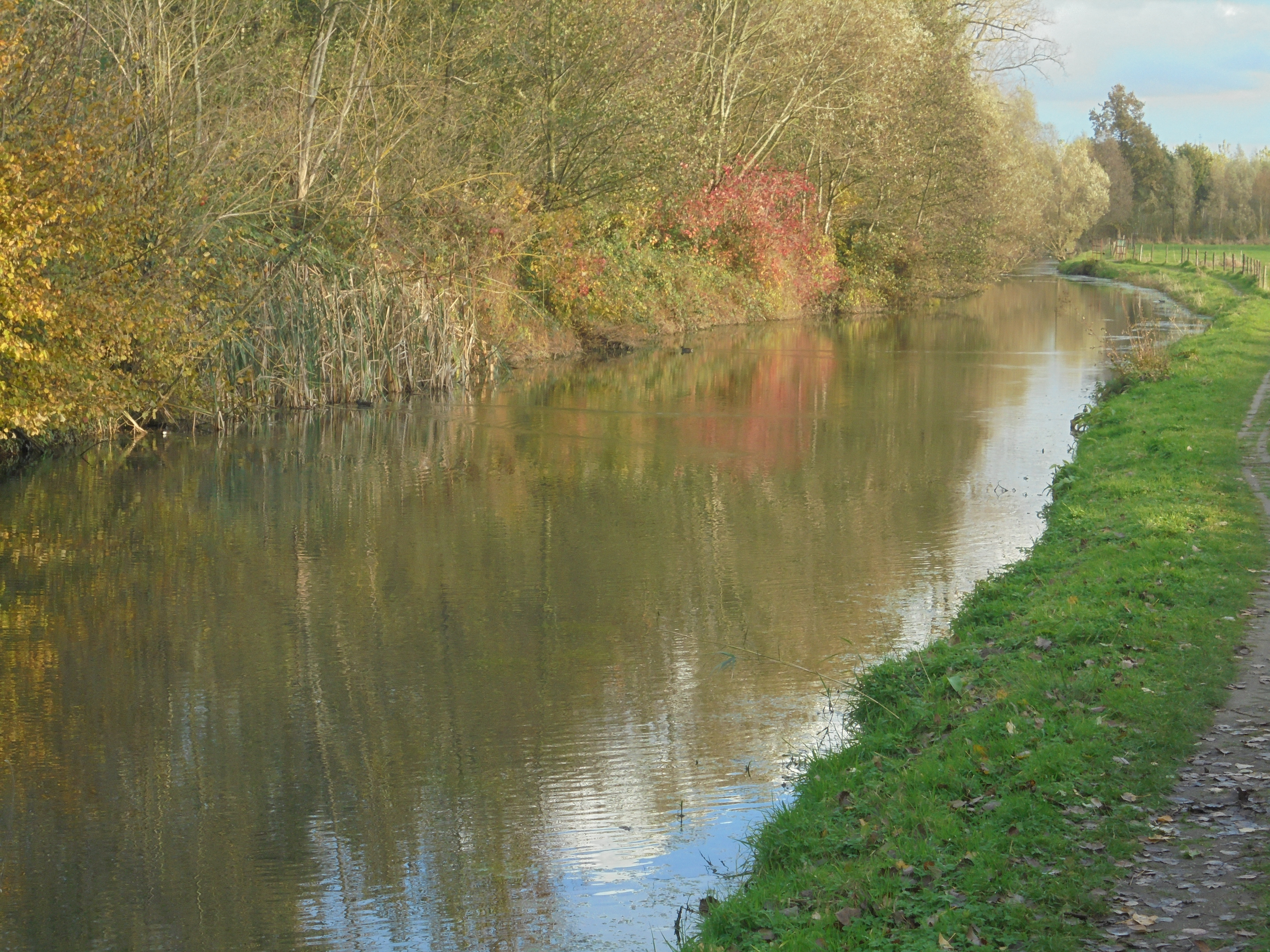
De Zwalm en het Gaverbos

De Zwalm of  Zwalmbeek is een bijrivier van de Schelde en een van de belangrijkste waterlopen in de Vlaamse Ardennen in het zuiden van de Belgische provincie Oost-Vlaanderen.

## Geografie
Het Zwalmbekken ligt nagenoeg volledig in de provincie Oost-Vlaanderen, enkel in de buurt van Vloesberg bestrijkt het een klein stukje Henegouwen.
De Zwalm ontvangt water uit de gemeenten Vloesberg, Brakel, Zottegem, Horebeke, Oudenaarde en Zwalm. De gemeente Zwalm is genoemd naar de Zwalmbeek.
Het bronnengebied van de Zwalm bevindt zich in Vloesberg; daar gaat het om de bovenlopen van de Zwalm die hun eigen naam hebben. Het hoogste punt van dit bronnengebied ligt op 150 m TAW.
De Zwalm zelf wordt gevormd in Brakel uit zijn bovenlopen: onder meer de Dorenbosbeek (ontspringt in het Livierenbos), de Verrebeek  (ontspringt in het Livierenbos en Hayesbos (Everbeekse bossen)) en de Sassegembeek (ontspringt in het Brakelbos). Na Brakel doet de Zwalm ook de gemeenten Zottegem en Zwalm aan.
De onbevaarbare Zwalm is samen met de Ronne en de Maarkebeek de voornaamste bijrivier van de Schelde tussen Doornik en Gent. De maximale lengte van de Zwalm bedraagt 21,8 km, waarvan ongeveer 14 km onder haar eigen naam (stroomafwaarts van Brakel).
Nederzwalm ligt op de samenvloeiing van de Zwalm en de Boekelbeek, de belangrijkste zijtak van de Zwalm. Deze zijbeek komt van Zegelsem en ontvangt ook water van Horebeke. De Zwalm mondt uit in de Schelde op de grens tussen Welden en Nederzwalm.
Karakteristiek zijn haar oevers in de Zwalmvallei en de watervallen van de Zwalm. De linkeroever is zachtglooiend terwijl de rechteroever steil is.
In Nederzwalm is er een meetstation. Er wordt een gemiddeld debiet gemeten van 0,80 m³/s. Het debiet van de Zwalmbeek kan evenwel sterk en snel variëren tussen 0,60 m³/s en 1 m³/s.
Sinds de realisatie van een waterzuiveringsprogramma, dat startte in 1989, inclusief een waterzuiveringsstation in de Bruggenhoek in Roborst, is de kwaliteit van het water in de Zwalm flink verbeterd.

## Etymologie
De rivier de Zwalm wordt voor het eerst beschreven in 1040 als fluviolum Swalma.
Over de herkomst van de naam Zwalm bestaat weinig twijfel. Swalm was het Middelnederlands voor damp, wasem, walm. De dampende rivier dus.

## Geschiedenis

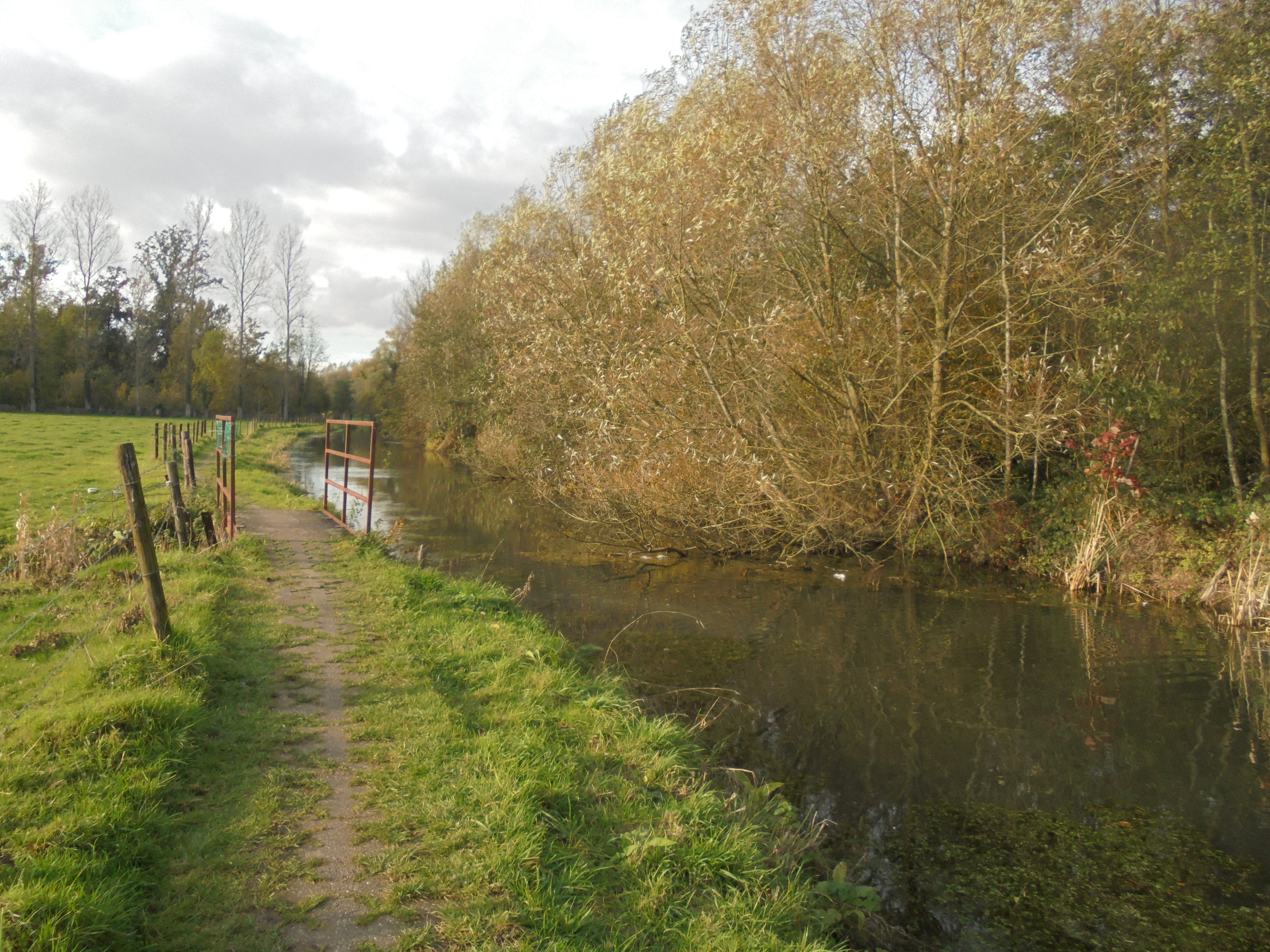
De Zwalm en het Gaverbos

Bij de inval van de Romeinen in 57 voor Christus was de streek rond de Zwalm bewoond door de Nerviërs.
In Velzeke hadden de Romeinen een belangrijk legerkamp.
De Romeinse heirweg van Boulogne-sur-Mer naar Keulen passeerde in Nederzwalm en Velzeke. Een andere heirweg liep van Bavay naar Velzeke.
Op talrijke plaatsen in de Zwalmstreek vindt men Romeinse en Gallo-Romeinse geldstukken en vaatwerk.
De monniken van de Sint-Baafsabdij van Gent hadden in de Middeleeuwen in 976 een nederzetting op "Ten Berge", ten noordoosten van de monding van de Wijlegemse beek in de Zwalm. Vandaar de naam Munkzwalm.
Nederzwalm was in handen van de abdij van Ename.

## Visbestand

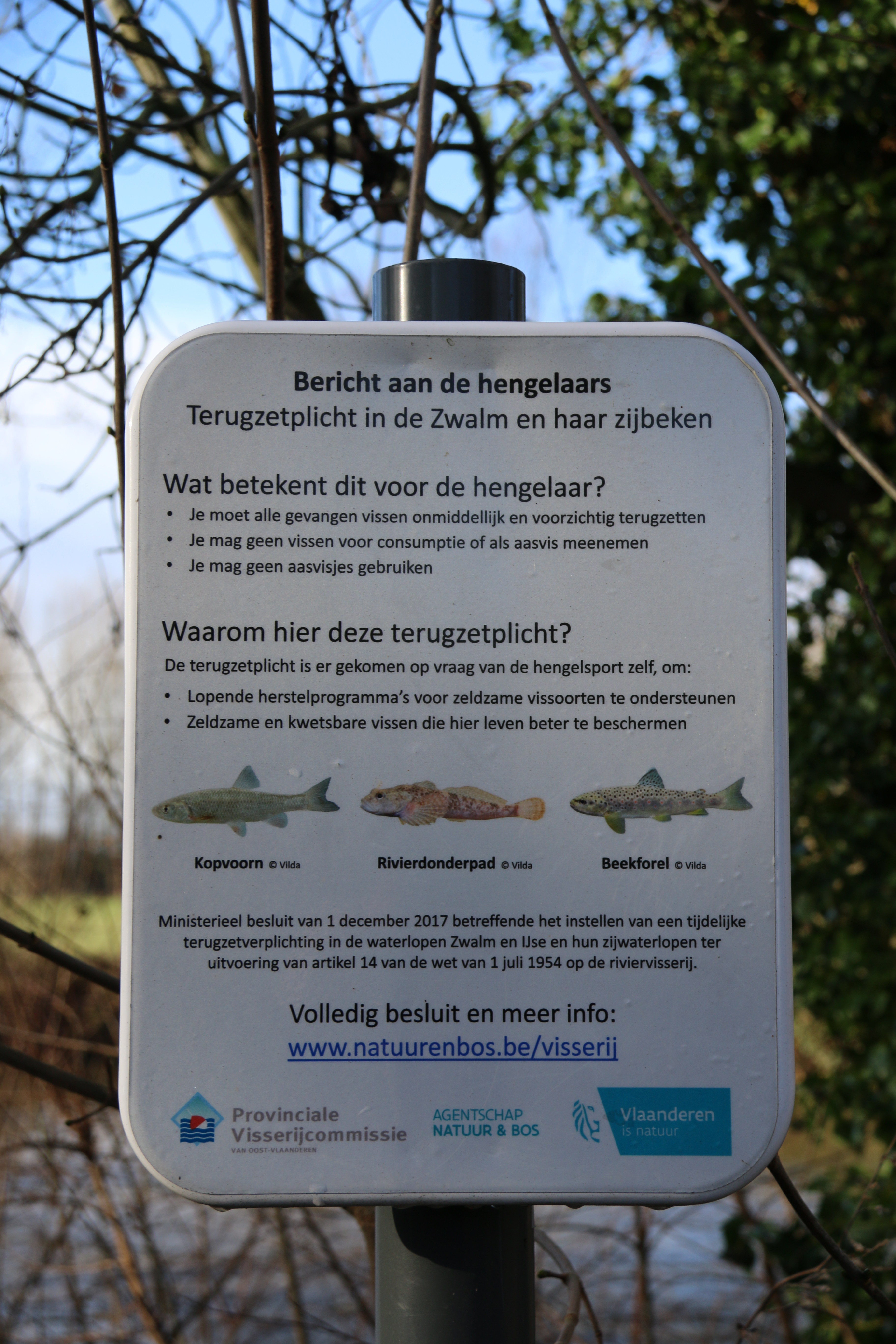
Terugzetplicht voor vissers

Door het Instituut voor natuur- en bosonderzoek van de Wetenschappelijke Instelling van de Vlaamse Gemeenschap werden op verschillende tijdstippen opnames gedaan van het visbestand op de Zwalm en enkele zijbeken. Op verschillende plekken (onder andere aan de Boembekemolen) werden vistrappen gebouwd; enkel ter hoogte van de Zwalmmolen is er nog geen.
De laatste opname dateert van 18 en 19 april 2005.
Het aantal soorten vis schommelde van 10 tot 14; de samenstelling varieert door de jaren heen al naargelang de locatie.
Op de Zwalm werden de volgende 11 soorten gevangen: baars, blankvoorn, driedoornige stekelbaars, giebel, karper, kopvoorn (geherintroduceerd in 2000), paling, rietvoorn, riviergrondel, snoek en zeelt.
De visrijkste zone, zowel wat aantal vis als soorten betreft, blijft de stroomafwaartse zone met spaarkom van de Zwalmmolen.
Bij een studie van de visnevengeul aan de Ter Biestmolen van 4 april tot 29 juni 2007 werden 22 vissoorten aangetroffen. In drie maanden zwommen meer dan 1100 vissen door deze visnevengeul. De soorten die toen werden gevonden, waren, in volgorde van aantallen: blankvoorn, riviergrondel, alver, paling, driedoorn, baars, giebel, karper, kopvoorn, blauwband, brasem, rivierprik, bittervoorn, kolblei, vetje, rietvoorn, zeelt, bermpje, pos, winde, serpeling (geherintroduceerd in 2015) en Amerikaanse dikkop-elrits. De lengte van de vissen die gemeten zijn varieerde van 4,5 tot 65 cm. In 2016 werd beslist om de beekforel opnieuw te introduceren.  Ook rivierdonderpad komt voor in het Zwalmbekken (onder andere in de Sassegembeek, Traveinsbeek en Maarkebeek).
In de vallei van de Zwalm komt ook steeds meer bever voor. 

## Watermolens
Het verval van de Zwalm is 1,5 m per km, en men heeft van dit verval nuttig gebruikgemaakt voor het bouwen van watermolens.
Bezienswaardig zijn sommige van de 13 watermolens in het Zwalmbekken, waarvan 5 op de Zwalm zelf.
- Slijpkotmolen op de Slijpkotbeek in Nederbrakel
- Driesmolen op de Molenbeek in Velzeke
- Molen Van den Borre op de Traveinsbeek in Strijpen
- Watermolen van Elene op de Molenbeek in Elene
- Boembekemolen op de Zwalm in Michelbeke
- Bostmolen op de Zwalm in Roborst
- Pedes molen op de Passemaregracht te Hundelgem
- Zwalmmolen op de Zwalm in Munkzwalm
- IJzerkotmolen op de Zwalm in Sint-Maria-Latem
- Perlinckmolen op de Peerdestok- of Boekelbeek in Elst
- Moldergemmolen op de Boekelbeek in Sint-Denijs-Boekel
- Vanderlindensmolen op de Boekelbeek in Nederzwalm
- Ter Biestmolen op de Zwalm in Nederzwalm

## Fotogalerij

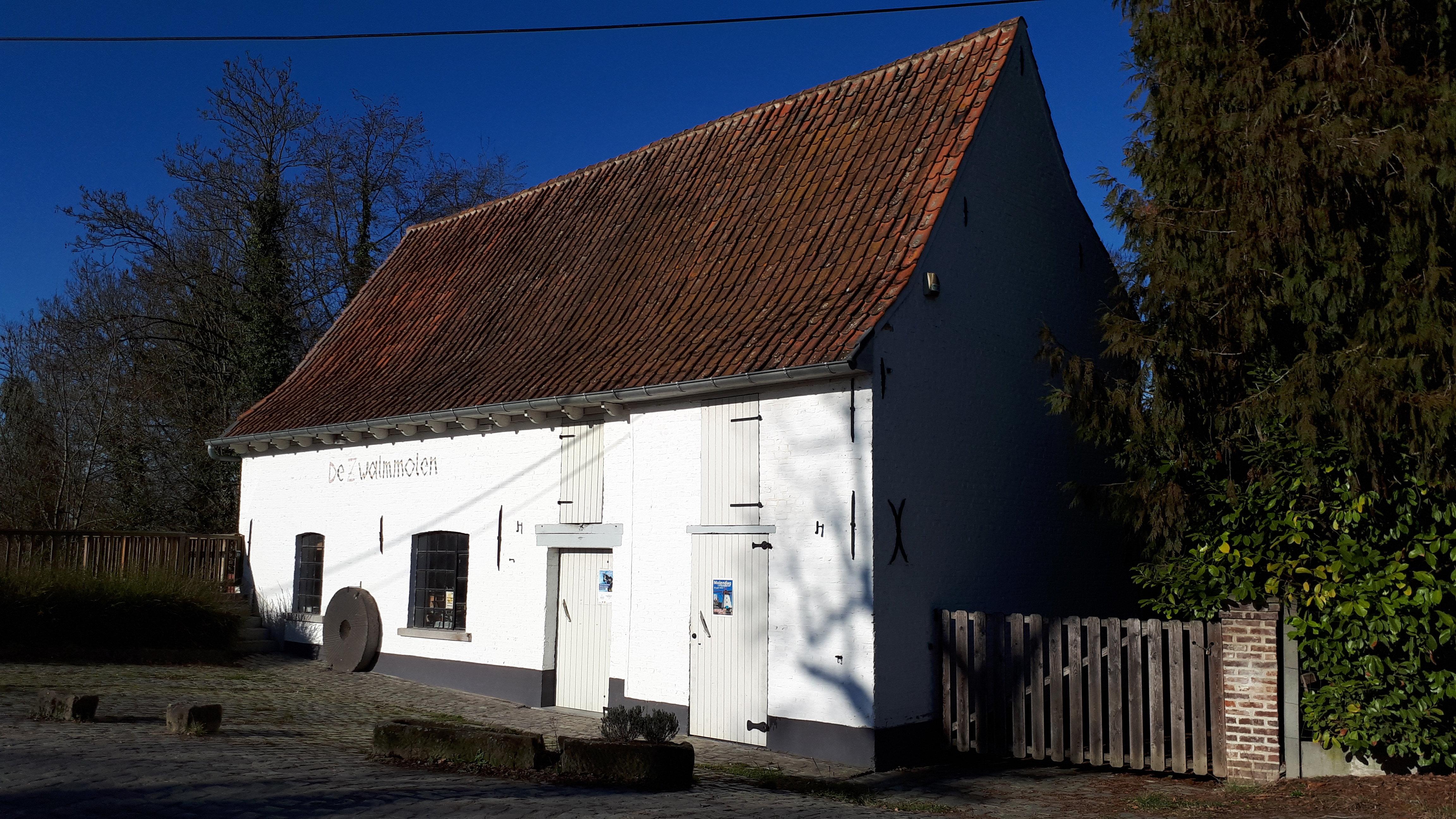
Zwalmmolen
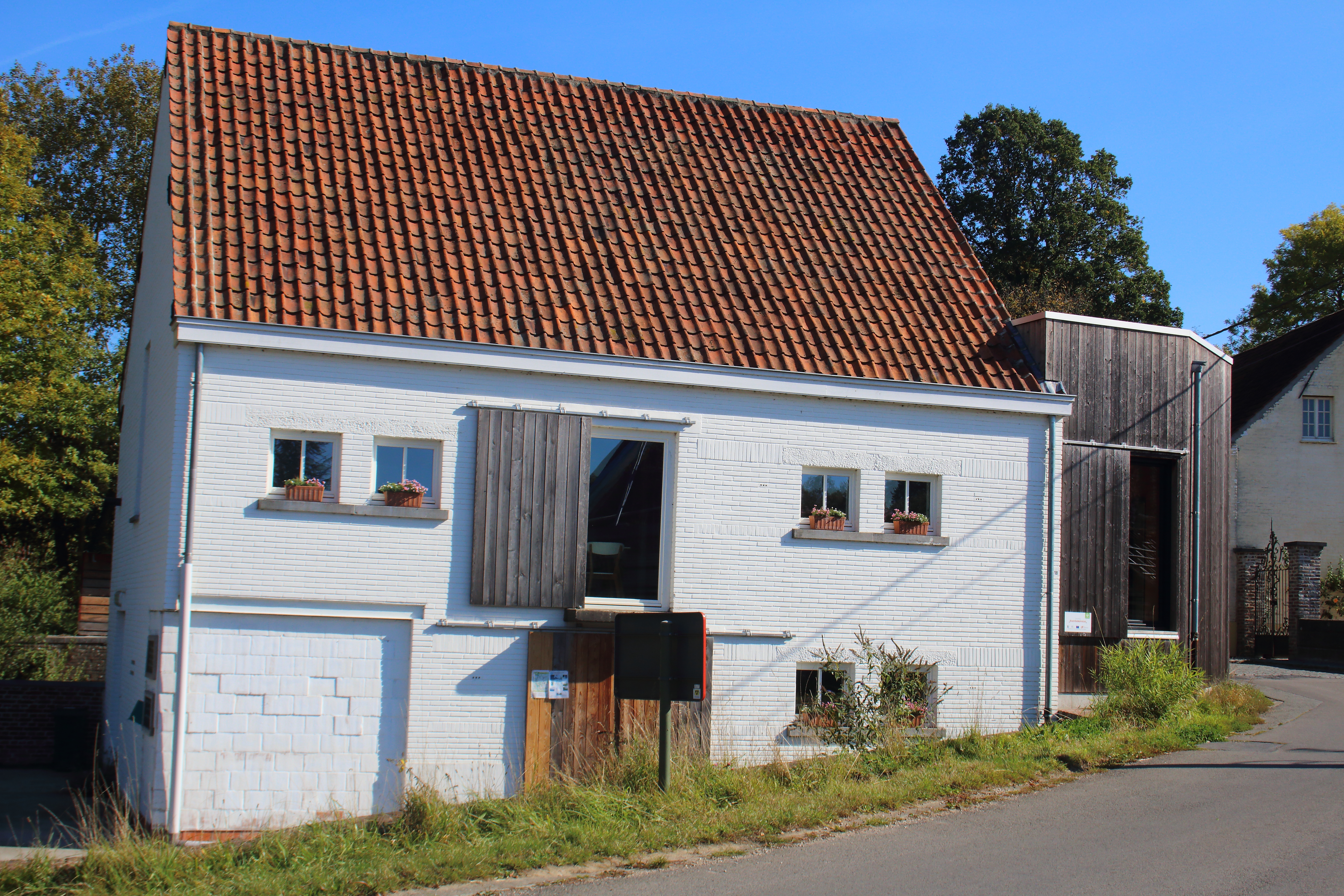
Boembekemolen
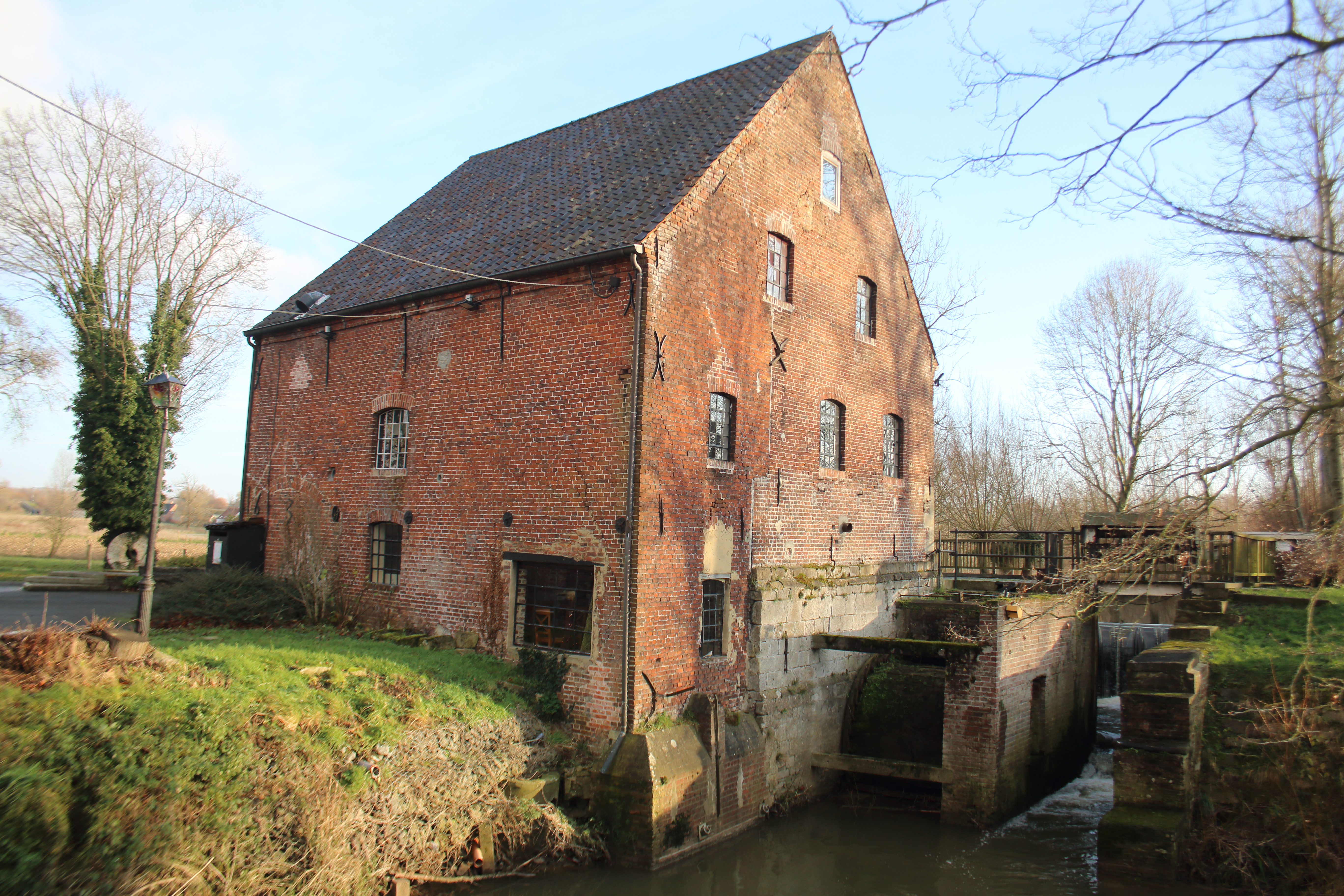
Bostmolen
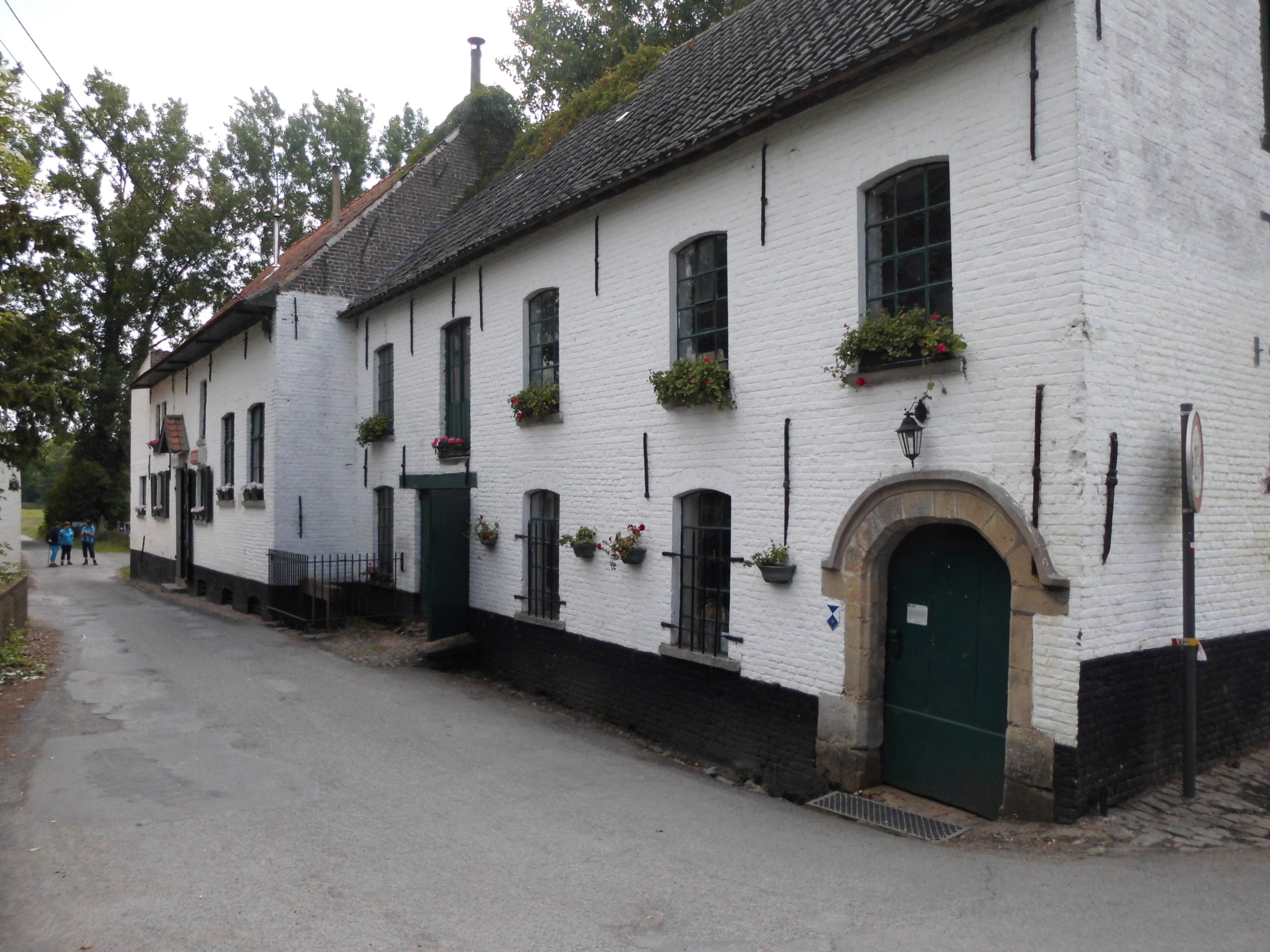
IJzerkotmolen
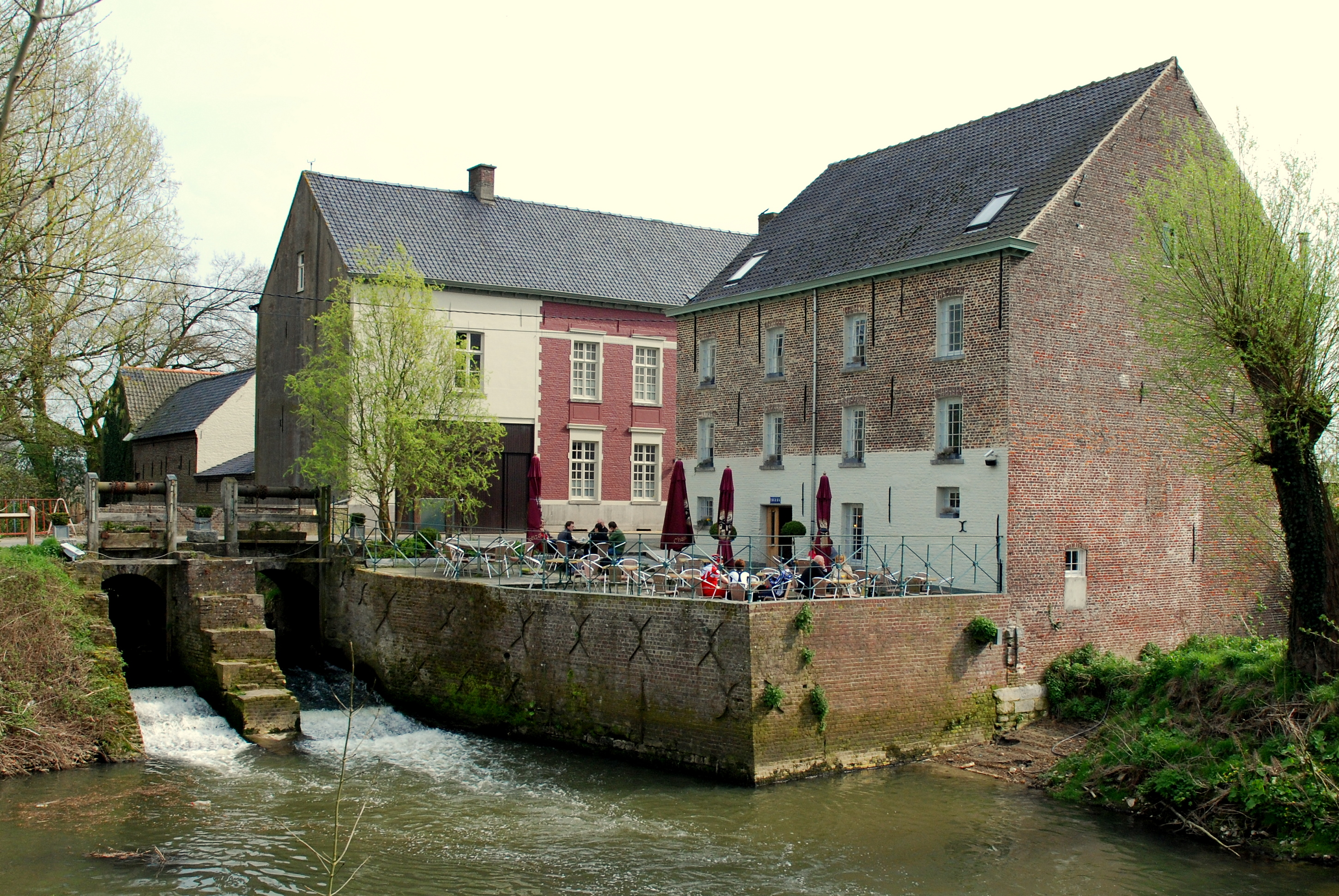
Ter Biestmolen

## Toerisme

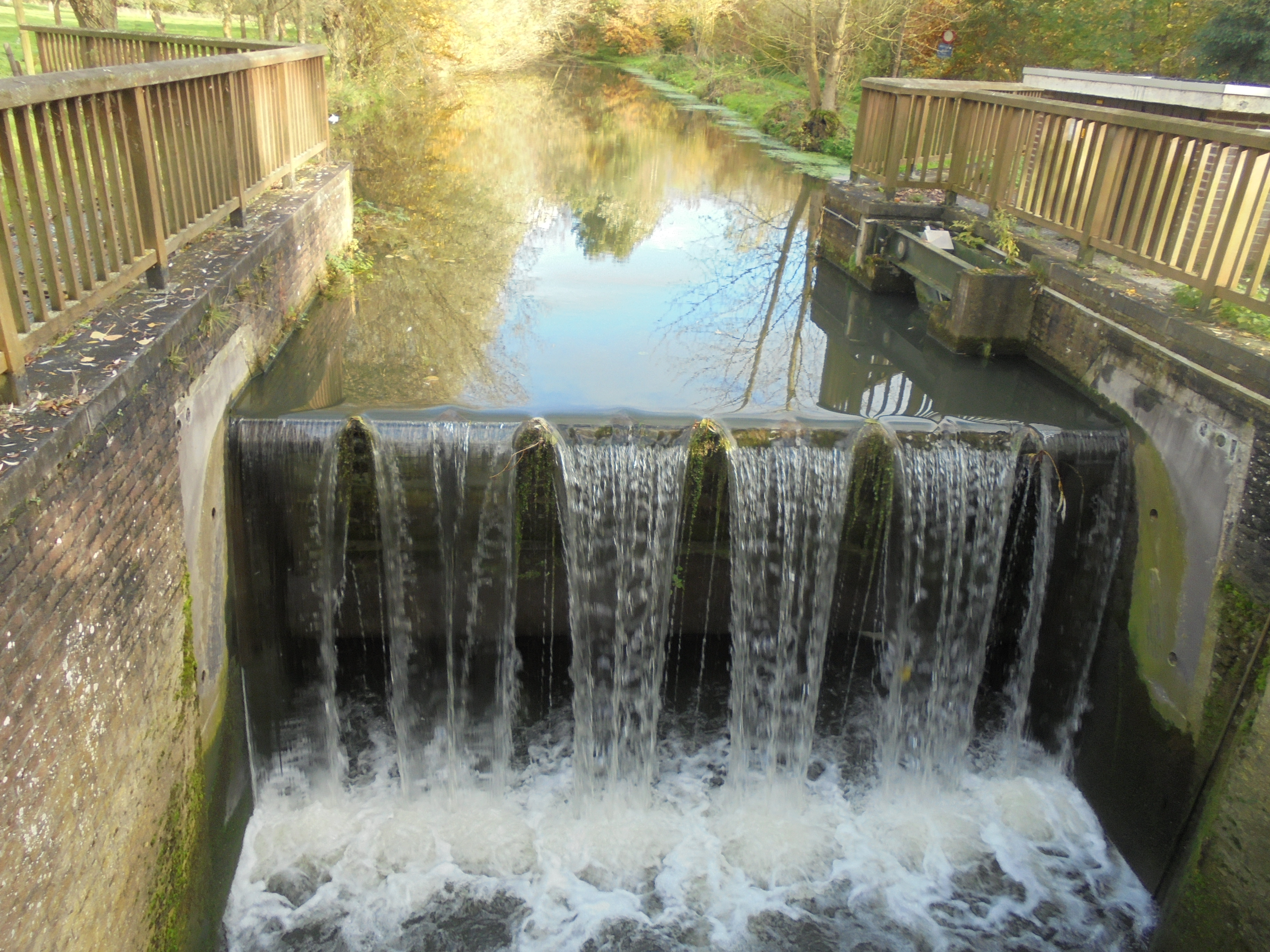
Watervalletje aan Klein Zwitserland

In de Zwalmstreek wordt net als in de rest van de Vlaamse Ardennen vooral aan dagtoerisme gedaan. In het bronnengebied vindt men de Everbeekse bossen, het Brakelbos en het Livierenbos, alle toegankelijk. Ook de natuurreservaten Kloosterbos, Steenbergse bossen, Burreken, Perlinkvallei, Munkbosbeekvallei, Bovenlopen Zwalm en Middenloop Zwalm zijn toegankelijk. Op een deel van het opgebroken stuk van de spoorlijn van Zottegem via Vloesberg naar Elzele ligt nu een verhard wandel- en fietspad, het Mijnwerkerspad. Langs dit pad, over de volledige lengte vrij van autoverkeer, kan men de Zwalmvallei volgen van Opbrakel tot Zottegem. Men kan ook via een wandelpad vanaf de Moriaan en het Jan de Lichtepad in Velzeke de Zwalmbeek volgen tot aan de monding in de Schelde in Nederzwalm.
De Zwalmstreek is bekend bij de wielerliefhebbers, vooral voor zijn heuvels en kasseiwegen.
- Valkenberg in Brakel
- Kasteeldreef, Elverenberg-Vossenhol bij Sint-Maria-Oudenhove
- Leberg in Zegelsem
- Haaghoek tussen Zegelsem en Horebeke
- Berendries in Michelbeke
- Paddestraat en Lippenhovestraat, Langendries, Slijpstraat-Kortendries, Kloosterbosstraat in Zottegem
- Molenberg in Sint-Denijs-Boekel

Er zijn een aantal bewegwijzerde wandel- en fietsroutes ('Watermolenroute'), fietsknooppuntennetwerk ('Vlaamse Ardennen'), wandelknooppuntennetwerk 'Vlaamse Ardennen - Zwalmvallei' , Streek-GR Vlaamse Ardennen, GR122 en een eveneens bewegwijzerde autoroute ('Vlaamse Ardennenroute').
De Zwalmstreek is bereikbaar met trein en bus. In Zottegem, Munkzwalm en Sint-Denijs-Boekel zijn er treinstations.
De Zwalm is op haar benedenloop en op de gestuwde delen bevaarbaar met kleine roeiboten en kano's. Vroeger werd op de Zwalm gevaren als recreatie. Het varen op de Zwalmbeek was zeldzaam gedurende een aantal jaren door de verontreiniging van de Zwalmbeek, maar dankzij het waterzuiveringsstation in Roborst wordt het varen op de Zwalm weer aantrekkelijk.